# 자동차 일렉트로닉스
자동차 일렉트로닉스(영어: automotive electronics) 혹은 자동차 전기/전자는 자동차의 엔진, 오디오, 텔레매틱스 등에 사용되는 일렉트로닉 시스템이다.
현재 자동차의 전기/전자 제어 기술은 엔진, 전기장치(전장) 및 편의장치에 이르기까지 자동차 대부분의 운용시스템에 적용되고 있다.